# Кузовков Іван Олександрович
Іван Олександрович Кузовков (рос. Иван Александрович Кузовков; *6 червня 1903 — †17 серпня 1989) — радянський воєначальник, Герой Радянського Союзу (1943), генерал-полковник (1967).

## Біографія
Народився 6 червня 1903 року в місті Борисоглєбськ (нині Воронізька область РФ) у сім'ї робітників. Росіянин. Закінчив залізно-дорожнє училище.
З 1923 року у РСЧА. В 1927 році закінчив Військове училище імені ВЦВК. Член ВКП(б) з 1926 року.
В 1935 році пройшов КУКС при Вищій прикордонній школі НКВС, а в 1939 році закінчив Військову академію імені Фрунзе.
Брав участь у німецько-радянській війні з 1941 року. Командир 69-ї стрілецької дивізії (65-а армія, Центральний фронт) генерал-майор І.Кузовков відзначився під час форсування Дніпра в Лоєвському районі (Гомельська область). У ніч на 15 жовтня 1943 року частини дивізії переправились на правий берег річки, захопили укріплені пункти ворога у селах Щитці та Сінськ, чим сприяли розширенню плацдарму і загальному успіху корпусу.
З грудня 1943 року очолював 95-й стрілецький корпус, пізніше командував 106-м стрілецьким корпусом.
В 1947 році закінчив вищі академічні курси при Військовій академії Генштабу. Працював заступник начальника Головного управління кадрів МО СРСР.
З 1969 року генерал-полковник І.Кузовков у відставці. Був заступником голови радянського комітету ветеранів війни.

## Звання та нагороди
30 жовтня 1945 року Іван Олександрович Кузовкову присвоєно звання Герой Радянського Союзу.
Також нагороджений:
- 2-ма орденами Леніна
- орденом Жовтневої Революції
- 3-ма орденами Червоного Прапора
- 2-ма орденами Суворова 2 ступеня
- 2-ма орденами Вітчизняної війни 1 ступеня
- орденом Червоної Зірки
- медалями

Почесний громадянин міста Севськ та смт Лоєв.